# Yoba
Yoba är en ort i Burkina Faso.   Den ligger i provinsen Province du Bam och regionen Centre-Nord, i den centrala delen av landet, 120 km norr om huvudstaden Ouagadougou. Yoba ligger 355 meter över havet och antalet invånare är 609.
Terrängen runt Yoba är platt. Runt Yoba är det ganska tätbefolkat, med 116 invånare per kvadratkilometer.. Närmaste större samhälle är Tèmnaoré, 8,8 km öster om Yoba.
Trakten runt Yoba består i huvudsak av gräsmarker.